# Jacques Bonnet (auteur)
Pour les articles homonymes, voir Jacques Bonnet et Bonnet.
Jacques Bonnet est connu comme auteur, musicographe et chorégraphe français, né en  1644 et mort en  1724.
La page de titre d'un de ses ouvrages indique qu'il a été « payeur des gages au Parlement » de Paris.

## Publications

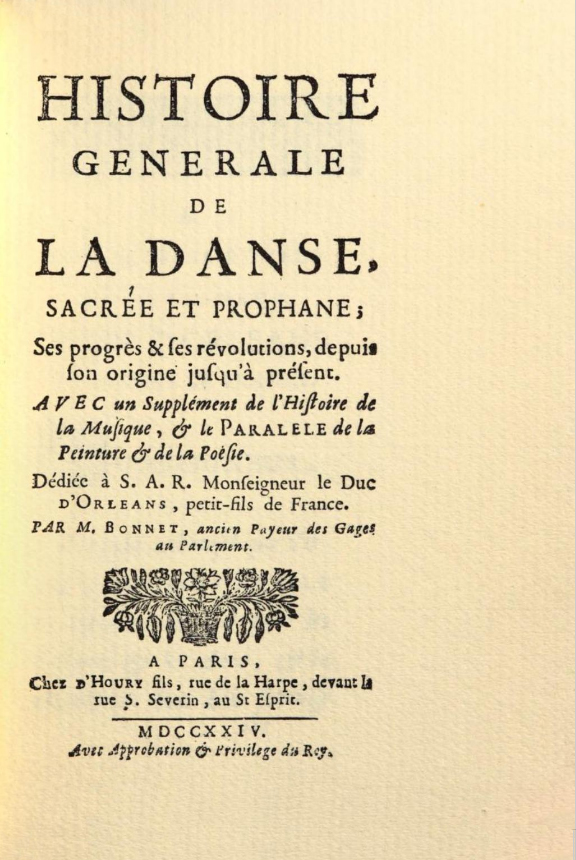
Page de titre du livre de Jacques Bonnet sur l'histoire de la danse.

Neveu de Pierre Michon Bourdelot et frère de Pierre Bonnet, tous deux intéressés par les arts et en particulier la musique, il s'est chargé de publier leurs notes manuscrites dans un livre crédité à Pierre Michon Bourdelot, Pierre Bonnet-Bourdelot et Jacques Bonnet, Histoire de la musique, et de ses effets, depuis son origine, jusqu'à present. Dediée a S. A. R. monseigneur le duc d'Orleans, publié à Paris, chez Jean Cochart en 1715.
Il est l'auteur de l’Histoire générale de la danse, sacrée et prophane ; ses progrès & ses révolutions, depuis son origine jusqu'à présent. Avec un supplément de l'Histoire de la musique, & le Paralele de la peinture & de la poesie. Dédiée à S.A.R. Monseigneur le Duc d'Orléans, petit-fils de France. Par M. Bonnet, ancien payeur des gages, au Parlement, dédié à Monseigneur le duc d'Orléans , Paris, d'Houry fils, 1724. Il y décrit l’évolution de la danse sacrée et profane depuis l’Antiquité jusqu’à l’opéra-ballet qui caractérise sa propre époque. Son livre fera longtemps autorité. Gustave Desrat note à propos de ce livre, dans la bibliographie qui complète son Dictionnaire de la danse, en p. 413 : « Très bon ouvrage, plein de documents intéressants sur les danses sacrées de l'antiquité. À noter, p. 70, un chapitre sur l'origine de la danse théâtrale en France, et, plus loin, la nomenclature de tous les grands ballets représentés en France de 1450 à 1723. »